# Nikolaj
Nikolaj, Nikolai, Nicolai eller Nicolaj är ett mansnamn av slaviskt ursprung från den maskulina formen av Nikolaus. Det finns 414 män i Sverige som har förnamnet Nikolaj; av dessa har 202 namnet Nikolaj som tilltalsnamn/förstanamn (källa: SCB). Namnet var vanligt i den kejserliga familjen i Tsarryssland under 1800- och 1900-talet, till exempel tsar Nikolaj I, tsar Nikolaj II och storfurst Nikolaj Nikolajevitj.